# Murça (Vila Nova de Foz Côa)
Murça is een plaats (freguesia) in de Portugese gemeente Vila Nova de Foz Côa en telt 135 inwoners (2001).